# Макаров, Василий Иосифович
Васи́лий Ио́сифович Мака́ров (26 февраля 1907, дер. Галямы, Вятская губерния — 18 апреля 1945, Германия) — гвардии подполковник Рабоче-крестьянской Красной Армии, участник Великой Отечественной войны, Герой Советского Союза (1945).

## Биография
Василий Макаров родился 26 февраля 1907 года в деревне Галямы. Окончил семь классов школы, после чего работал кочегаром на металлургическом заводе в городе Лысьва. В 1929 году Макаров был призван на службу в Рабоче-крестьянскую Красную Армию. В 1934 году он окончил бронетанковые курсы. Участвовал в польском и бессарабском походах. С начала Великой Отечественной войны — на её фронтах.
С 6.03.1944 по 25.06.1944 командовал 103-й танковой бригадой.
К июлю 1944 года гвардии подполковник Василий Макаров командовал 48-й гвардейской танковой бригадой 12-го гвардейского танкового корпуса 2-й гвардейской танковой армии 1-го Белорусского фронта. Отличился во время освобождения Польши и боёв в Германии. В июле-сентябре 1944 года бригада Макарова с боями продвинулась на 700 километров. Во время Висло-Одерской операции в начале 1945 года бригада прошла ещё 500 километров, внеся большой вклад в освобождение нескольких десятков городов и нескольких сотен небольших населённых пунктов, уничтожив 2800 солдат и офицеров противника, ещё 410 взяв в плен, а также уничтожив 67 артиллерийских орудий, 99 пулемётов и большое количество другой боевой техники.
Указом Президиума Верховного Совета СССР от 6 апреля 1945 года за «образцовое выполнение заданий командования и проявленные при этом мужество и героизм» гвардии подполковник Василий Макаров был удостоен высокого звания Героя Советского Союза. Орден Ленина и медаль «Золотая Звезда» он получить не успел, так как 18 апреля 1945 года погиб в бою. Похоронен в братской могиле на площади в городе Чарнкув.
Был также награждён орденами Красного Знамени, Отечественной войны 2-й степени, Красной Звезды и рядом медалей.

## Комментарии
1. ↑  Деревня Галямы, относившаяся к Верхошижемской волости Орловского уезда, в последующем входила в состав Дымковского, затем Верхолиповского сельсовета Верхошижемского района Кировской области; упразднена 11.2.1987[1].